# 诺贝尔经济学奖
瑞典中央銀行紀念阿爾弗雷德·諾貝爾經濟學獎（瑞典語：Sveriges riksbanks pris i ekonomisk vetenskap till Alfred Nobels minne），通称「諾貝爾經濟學獎」（Nobel Prize in Economics），是由諾貝爾基金會管理和运营的奖项，由瑞典中央银行和诺贝尔基金会于1968年设立，旨在表彰经济学领域的杰出贡献者，被广泛认为是经济学领域的最高獎。尽管此獎項不屬於諾貝爾遺囑中要求设立的五大獎項，而是基于瑞典中央银行的捐赠而增设的，但通常認爲此獎項與五大獎項地位相同，因其以相同的原则和程序评选和颁发，并與其他诺贝尔奖在同一典禮上頒授，共同使用“诺贝尔奖（Nobel Prize）”称谓和标志。诺贝尔经济学奖的评选权属于瑞典皇家科学院，瑞典皇家科学院还负责以类似的方式评选诺贝尔化学奖和物理学奖。该奖项並於1969年首次頒獎，由挪威经济学家朗納·弗里施、荷蘭簡·丁伯根共同獲得，獲獎緣由是他們“爲經濟分析中動態模型的發展和應用做出了傑出的貢獻”。

## 評選程序
根據諾貝爾基金會的官方文件，諾貝爾經濟學獎由瑞典中央銀行在1968年（該銀行的300週年慶典）為紀念阿尔弗雷德·諾貝爾而增設。此一獎項的評獎機構與诺贝尔物理学奖、諾貝爾化學獎相同，均為瑞典皇家科學院，在評選過程中亦採用一個與諾貝爾委員會組成、地位皆相似的“評選委員會”，即诺贝尔经济学奖委员会（The Committee for the Prize in Economic Sciences in Memory of Alfred Nobel）。每年9月，瑞典皇家科学院中的经济学奖评选委员会向数千名科学家、学会成员和大学教授寄发邀请函，请他们提名下一年度的诺贝尔经济学奖的获奖候选人，瑞典皇家科学院院士与历届经济学奖得主也有提名权。所有的提名和相关证词必须在来年1月1日之前寄到评选委员会。评选委员会和特别指定的专家会对提名进行审查。在9月结束前，评选委员会会选出“潜在的”获奖者，如果投票出现平局，评选委员会主席会投下决定性的一票。潜在的获奖者必须得到瑞典皇家科学院的批准。该院的社会科学家们会在10月中旬对诺贝尔经济学奖得主进行投票表决。
诺贝尔经济学奖与其它五项诺贝尔奖遵循相同的规则，即：每届得奖人数不超过3人，得主在本年10月依旧健在，提名消息在50年内保密。
诺贝尔奖颁奖典礼会在每年12月10日（诺贝尔之忌辰）于斯德哥尔摩举行，诺贝尔经济学奖得主会与诺贝尔物理学奖，诺贝尔化学奖，诺贝尔医学或生理学奖 与 诺贝尔文学奖的得主们一同接受由瑞典君主颁发的获奖证书、金质奖章和奖金支票。

### 資金來源
諾貝爾經濟學獎的獎金與相關的評選、管理費用均由瑞典中央銀行“永久性”地全額撥付给诺贝尔基金会。
自2001年起，諾貝爾經濟學獎的獎金達到1000萬瑞典克朗（按照2014年11月匯率計算，約合136萬美元），這與最初的五項諾貝爾獎的獎金數額相等。從2006年開始，瑞典中央銀行每年撥給諾貝爾基金會650萬瑞典克朗以支付該獎的評選與管理費用，并額外撥付100萬瑞典克朗以使此獎的相關訊息被諾貝爾基金會官網收錄。

### 官方全名
1969年以來，經濟學獎的官方全名，歷來有不同的翻譯。以英文舉例：
| 年間          | 官方全名英譯（中文轉譯） |
| ------------- | --- |
| 1969年–1970年 | Prize in Economic Science dedicated to the memory of Alfred Nobel （紀念阿爾弗雷德·諾貝爾的經濟科學獎）                                 |
| 1971年        | Prize in Economic Science （經濟科學獎）                                                                                                |
| 1972年        | Bank of Sweden Prize in Economic Sciences in Memory of Alfred Nobel （紀念阿爾弗雷德·諾貝爾的瑞典銀行經濟科學獎）                       |
| 1973年–1975年 | Prize in Economic Science in Memory of Alfred Nobel （紀念阿爾弗雷德·諾貝爾的經濟科學獎）                                               |
| 1976年–1977年 | Prize in Economic Sciences in Memory of Alfred Nobel （紀念阿爾弗雷德·諾貝爾的經濟學獎）                                                |
| 1978年–1981年 | Alfred Nobel Memorial Prize in Economic Sciences （阿爾弗雷德·諾貝爾經濟學纪念獎）                                                      |
| 1982年        | Alfred Nobel Memorial Prize in Economic Science （阿爾弗雷德·諾貝爾經濟科學纪念獎）                                                     |
| 1983年        | Prize in Economic Sciences in Memory of Alfred Nobel （紀念阿爾弗雷德·諾貝爾經濟學獎）                                                  |
| 1984年–1990年 | Alfred Nobel Memorial Prize in Economic Sciences （阿爾弗雷德·諾貝爾經濟學纪念獎）                                                      |
| 1991年        | Sveriges Riksbank (Bank of Sweden) Prize in Economic Sciences in Memory of Alfred Nobel （紀念阿爾弗雷德·諾貝爾的瑞典中央銀行經濟學獎） |
| 1992年–2005年 | Bank of Sweden Prize in Economic Sciences in Memory of Alfred Nobel （瑞典銀行紀念阿爾弗雷德·諾貝爾經濟學獎）                           |
| 2006年至今    | The Sveriges Riksbank Prize in Economic Sciences in Memory of Alfred Nobel （瑞典中央銀行紀念阿爾弗雷德·諾貝爾經濟學獎）                |

### 通用名称
最常用的通用名称是“诺贝尔经济学奖”（Nobel Prize in Economics）或“诺贝尔经济科学奖”（Nobel Prize in Economic Sciences）。
某些情况下，为了与阿尔弗雷德·诺贝尔本人通过遗嘱设立的五大诺贝尔奖区分开，它也被称为“诺贝尔经济学纪念奖”（Nobel Memorial Prize in Economics）、“诺贝尔经济科学纪念奖”（Nobel Memorial Prize in Economic Sciences）等，以此突出该奖项是一个增设的纪念性奖项，而非通过诺贝尔遗嘱设立的五大奖项。

## 與諾貝爾獎的關係
诺贝尔經濟學獎並非根據阿尔弗雷德·诺贝尔的遗嘱所設立的，但在評選原则、流程、荣誉、奖金等方面与其他諾貝爾獎相似。獎項由瑞典皇家科學院每年頒發一次，遵循「對人類利益做出最大貢獻」的原則颁獎。經濟學獎是唯一由諾貝爾基金會頒發的「非諾貝爾獎」，诺贝尔基金会通常避免直接将经济学奖称为“诺贝尔奖”，但在诺贝尔基金会的表述中，经济学奖可以与其他五大奖项合称为“诺贝尔奖”。

### 爭議
一些批评者认为，诺贝尔经济学奖的声望，是沾了“诺贝尔”名諱的光。瑞典的人权律师、诺贝尔的曾侄孙彼得·諾貝爾是经济学奖的激进批评者，他认为此一獎項对其家族姓氏的滥用，并声明诺贝尔家族從無設立“经济学奖”的意愿。
在1974年诺贝尔颁奖典礼的晚宴上，弗里德里希·哈耶克在演讲中说，如果他被咨询是否应该建立诺贝尔经济学奖，他会坚决反对。他认为诺贝尔奖将一个人变成了权威，但这种权威性在经济学界还无人有资格去承载。他说自然科学并不会受此困扰，因为自然科学奖的得主的影响力仅仅局限于他的同行，而且如果获奖者的并非名副其实，那么他肯定会遭到同行的唾弃。但经济学奖不然，因为诺贝尔经济学奖对包括政治家、记者、公务员和普罗大众在内的经济学门外汉也有巨大的影响力。

### 得主的地位
諾貝爾經濟學獎的得主，可以與諾貝爾獎的得主合稱「諾貝爾獎得主」（The Nobel Laureates），享有同等荣誉，包括参与颁奖典礼、获得证书和奖章、获得奖金、参与讲座等。在诺贝尔基金会发布的各种针对诺贝尔奖得主的统计数据、报告或新闻稿中，诺贝尔经济学奖得主均被包含在内。例如，2013年9月2日，罗纳德·科斯（1991年經濟學獎得主）逝世後，諾貝爾獎官方網站特以一半的首页作为「Ronald H. Coase, 1910-2013」的專版并藉此为这位经济学教授进行悼念，並同時列舉「在世的最長壽得主」（Current Longest-living Laureates），領銜的是物理學獎得主查尔斯·汤斯。经济学奖相关事宜记载入诺贝尔奖档案。和其他诺贝尔奖获奖者一样，经济学奖得主及其研究、事迹、签名、相关物品将进入诺贝尔博物馆，与其他得主平等展示。

## 得主
截至2016年為止，經濟學獎得主約60％是美國公民（包括不在美国出生但歸化为美國國籍者），近40%来自西欧，來自美國或西歐以外地區的只有五人。
2009年，埃莉諾·奧斯特羅姆成為首位女性經濟學獎得主。在此之前，其它5項諾貝爾獎皆已產生女性得主，而該獎也是諾貝爾獎中女性得主最少的，至2023年為止，僅只有3位女性得主。

### 授予非經濟學家
自從經濟學獎於1994年授予约翰·福布斯·纳什之後，該獎項即重新定位為「社會科學獎」，獎勵對象遍及政治學家、心理學家與社會學家。未經證實的消息指出，經濟學獎委員會當中，有2人並非經濟學家。事實上，一名委員會成員則於2007年表示，他們當中的五分之四都是經濟學教授。1978年的得主司马贺是一名政治學博士，也是首位獲獎的「非經濟學家」。
其後，2002年的得主丹尼尔·卡内曼是一名心理學家，從未接受任何正規經濟學課程。2009年的得主埃莉诺·奥斯特罗姆是一名政治學家，專長公共政策。

## 争议与批评
诺贝尔经济学奖与“诺贝尔奖”的关系（参见上文“與諾貝爾獎的關係”）常常成为爭議的源头。
另一大争议焦点是经济学奖得主本身。根据金融时报专栏作家萨缪尔·布里坦的说法，担任过瑞典财政大臣的谢尔-奥洛夫·费尔特和贡纳尔·默达尔希望废除经济学奖，其原因是他们认为诺贝尔经济学奖得主哈耶克和弗里德曼是“反动分子”，不应得奖。
米尔顿·弗里德曼因为他在货币主义上的贡献被授予1976年诺贝尔经济学奖，但是这却引发了多国左派的抗议，四位诺贝尔奖得主写信给纽约时报对他获奖表示反对。他因芝加哥大学经济学家与皮诺切特的关系以及在智利民选总统被军事政变废黜不到2年后就去该国进行了为期六天的旅行，而被指责支持智利军事独裁。弗里德曼辩称其从未担任独裁政府的顾问，仅仅是在智利教授了一些有关通货膨胀的课程并会见了一些政府官员（包括皮诺切特）。
1994年纳什的获奖引发了对评选委员会的非议。因为纳什不仅有精神病史，还公开宣称反犹。这场争论的结果是评选委员会规则的改变：以前委员会成员并无任期限制，而现在他们的任期只有3年。
2005年经济学奖得主罗伯特·奥曼也因他用自己的理论为他反对以色列从犹太人定居点撤离辩解而受到一些人的批评。
批评者们经常以罗宾逊夫人为例来说明评选委员会对主流经济学的偏见。他们批评评选委员会把经济学奖授予弗里德里希·哈耶克和米爾頓·佛利民这样的异端，却故意冷落了罗宾逊夫人。

## 外部連結
- 諾貝爾經濟學獎官方網站（页面存档备份，存于）